# 대현로
대현로 (Daehyeon-ro)는 대구광역시 북구 산격동 경북대학교 후문교차로에서 침산동 공고네거리를 잇는 대구광역시의 도로이다.

## 주요 경유지
대구광역시
- 북구 (산격동 . 대현동 . 신암동)

## 노선
| 이름                  | 접속 노선                                | 소재지        | 소재지        | 비고          |
| 연암로와 직결         | 연암로와 직결                            | 연암로와 직결 | 연암로와 직결 | 연암로와 직결 |
| --------------------- | ---------------------------------------- | ------------- | ------------- | ------------- |
| 경북대학교후문 교차로 | 대구광역시도 제60호선 (대학로) 대현로9길 | 북구          | 산격동        |               |
| 경대교 교차로         | 대구광역시도 제71호선 (침산남로)         | 북구          | 대현동        |               |
| (이름없음)            | 대현로9길 대현로10길                     | 북구          | 대현동        |               |
| (이름없음)            | 대현로13길 대현로14길                    | 북구          | 대현동        |               |
| (이름없음)            | 대현로19길 대현로20길                    | 북구          | 대현동        |               |
| (이름없음)            | 경대로                                   | 북구          | 신암동        |               |
| 공고네거리            | 대구광역시도 제67호선 (신암로)           | 북구          | 신암동        |               |
| 송라로와 직결         |                                          |               |               |               |

## 주요 건물 및 시설
- 대구북구선거관리위원회 (대현로 11/대현동 259-5)
- 세븐일레븐 대구경대교점 (대현로 15/대현동 230-12)
- GS25 대구대현점 (대현로 41/대현동 228-9)
- 르노코리아자동차 서비스코너 대현점 (대현로 59/대현동 227-12)
- 세븐일레븐 대구대현점 (대현로 63/대현동 161-8)
- SK에너지 해바리기주유소 (대현로 81/대현동 158-1)
- 스피드메이트 해바리기점 (대현로 81/대현동 158-1)
- GS25 북구대현점 (대현로 86/대현동 408-3)
- SK텔레콤 대구가야대리점 대현동 TPS (대현로 100/대현동  270-8)
- 대현119안전센터 (대현로 105/대현동 155-2)
- 남신암지구대 (대현로 126/신암동 819-2)
- 현대자동차 신암지점 (대현로 139/신암동 804-10)